# Gulgastruridae
Gulgastruridae  (лат.) — семейство коллембол из надсемейства Gulgastruroidea (Poduromorpha). Первоначально включали в состав семейства Hypogastruridae.

## Описание
Встречаются в Восточной Азии (Южная Корея) в глубоких пещерах. Троглобионты. Глаза, псевдооцеллии, фурка и третий антеннальный орган отсутствуют. На вершине антенн развит апикальный орган. Известен 1 вид. Коллемболы семейства Gulgastruridae относится к надсемейству Gulgastruroidea из подотряда Poduromorpha (или отряда).
- Род Gulgastrura Yosii, R, 1966 — 1 вид
  - Вид Gulgastrura reticulosa Yosii, R, 1966 — Южная Корея[5]